# Comuna Krasnovolea, Manevîci
Krasnovolea (în ucraineană Красноволя) este o comună în raionul Manevîci, regiunea Volînia, Ucraina, formată din satele Krasnovolea (reședința), Mateikî, Niciohivka, Pohuleanka și Telci.

## Demografie
Componența lingvistică a satului Krasnovolea
     Ucraineană (99,68%)
     Alte limbi (0,32%)
Conform recensământului din 2001, majoritatea populației satului Krasnovolea era vorbitoare de ucraineană (99,68%), existând în minoritate și vorbitori de alte limbi.